# Будславська сільська рада
Будславська сільська рада (біл. Будслаўскі сельсавет) — адміністративно-територіальна одиниця в складі Мядельського району розташована в Мінській області Білорусі. Адміністративний центр — Будслав.
Будславська сільська рада розташована на межі центральної Білорусі, у північній частині Мінської області орієнтовне розташування — супутникові знимки [Архівовано 18 серпня 2020 у Wayback Machine.], на схід від Мяделі.
До складу сільради входять 19 населених пунктів:
- Альжутки • Антонівка • Барківщина • Будслав • Будслав (станція) • Забіги • Ілове • Комарове • Курчино • Мотики • Новина • Олешки • Вільхівка • Петрачки • Полісся  • Рев'ячка • Репище • Сивці • Слобода  • Яцковичі.